# インターネットラジオ 檜山修之のあにめじ湯
インターネットラジオ 檜山修之のあにめじ湯（ひやまのぶゆきのあにめじゆ）は、2004年6月23日から2020年9月23日まで毎月第4水曜日に月1で配信されていた音泉と月刊アニメージュのコラボレーション番組。

## 概要
パーソナリティは檜山修之。配信時間は50～60分前後、スポンサーは徳間書店。
2004年6月1日配信分にプレ放送で番組開始予告を告知。本放送は同年6月23日配信分から本格を開始し、以降毎月第4水曜日に更新している。パーソナリティ曰く「ゲストで成り立っている番組」であり、毎月旬なゲストが登場してトークを交えている。ゲストが出演しているアニメの内容は、自身がかかわっている出演アニメは除いて檜山はほとんど把握しておらず、番宣をゲストに任せていることが多い。
ゲストのインタビューとトークの模様は毎月10日発売の『月刊アニメージュ』に掲載される。＃13からは1周年を機に新コーナー「あにめじ・人発見」開始、＃23の2006年4月で終了。＃23で檜山が「平野綾の人生と俺の芸歴(19年)が一緒」と言って以降、ゲストとトークする時にはその檜山の紹介文句（人生=芸歴）が出てくることがある。
＃24 2周年突破記念として、＃1-＃6までのゲストを振り返ったが、＃5を振り返っている途中に福井裕佳梨が突然出演した。＃24 2周年記念（3年目）のためこれまでの総集編を振り返る配信がされた。「インフォメーションの湯」のコーナーにはアニメージュの松下編集長と初代ディレクターのやまけんが参加。最近はオープニングトークと「魂の叫び」が長すぎるため、ゲストが紹介されて喋るまで15分近くかかることが多い。
音泉と当番組の10周年を記念して、2014年7月6日にニコニコ生放送『インターネットラジオステーション＜音泉＞10周年記念24時間生放送』内にて当番組が動画生配信された。この放送回は、第122回として7月23日に再配信された。

## コーナー
魂の叫びのコーナー（#?〜）
リスナーが檜山に叫んで欲しい言葉をリクエストし、その通りの言葉を檜山がひたすら叫ぶというコーナー。
「スタジオの温度を3℃上昇させる男」と言われるだけあって普通の言葉を熱い言葉に変えてしまうという不思議さがある。
普通のお便りの湯
通常お便りとゲストへの質問を募集
あにめじの滝!煩悩退散!!（#?～）
浄化させたいリスナーの煩悩を檜山が払うコーナー。開始序盤はメールがあまり着ていなかったため、檜山が自然消滅のお知らせをしたこともあった。
熱湯インタビュー
BGMをエコー風に変えて温泉に浸かった気分で檜山がゲストに質問を連発する。番組ではゲストに質問したい内容を募集している。
あにめじディナー
ゲストのプライベート写真を食事のコースに見立ててトークをするコーナー。放送内で披露した3〜4枚の写真は『月間アニメージュ』に掲載される。
アニメージュ・インフォメーションの湯
次の月に発売される月刊アニメージュからのお知らせの台本を読み上げる。ただし、普通に読むだけでは面白味がないため檜山とゲストが様々なキャラクターになりきって告知（エンディング提供クレジットも含む）をアレンジ・アドリブして読む。キャラ決めはリスナーがリクエストしたメールが入っている忌わしき黄金ボックス（抽選箱）で決められる。尚、録り直しはしない方針のため噛んだり詰まったりした部分もそのまま放送として配信される（ED提クレ読み部分もゲストがそのキャラで読む）。
第120回と第122回は番組10周年記念のため檜山が1人でお知らせを担当した。

### 終了したコーナー
あにめじ・人発見（＃13〜＃23）
ゲストの中のカバンの中身を見せてもらうコーナー。設定（台本）は「熱湯インタビュー」が終わって一足先に温泉からあがった檜山がゲストのカバンの中を勝手に覗き、ゲストが後から檜山に突っこむという形式から持ち物のトークを始める。カバンの中身の写真は「月刊アニメージュ」に掲載される。
第122回は24時間ニコ生連動企画として久々に復活し、下野紘のカバンの中身がチェックされた。
あにめじお宅訪問（＃25〜＃42）
ゲストのプライベートルームを檜山が色々暴いていくコーナー。ゲストが書いた直筆見取り図は「月刊アニメージュ」に掲載される
方言（#25〜）
先生に言いつける歌やどちらにしようかなの歌を募集。
しかし、メールの量が多くないためほとんどこなくなった時点で自然消滅の可能性が出てきており現在も存続出来ているかは不明。

## ゲスト
（）内は紹介作品／役名
2017年　
- ＃152（1月25日）：